# Piesdorf (Gemeinde Gampern)
Piesdorf ist eine Ortschaft in der oberösterreichischen Gemeinde Gampern im Bezirk Vöcklabruck.

## Geographie
Das Dorf liegt knapp über zwei Kilometer südwestlich des Gemeinde-Hauptortes Gampern, ungefähr fünf Kilometer südöstlich der Ortschaft Vöcklamarkt und rund vier bis fünf Kilometer vom Attersee entfernt. Piesdorf ist die südlichste und eine der westlichsten Ortschaften in der Gemeinde Gampern und liegt jeweils rund 500 Meter von der Gemeindegrenze zu Berg im Attergau und Seewalchen am Attersee entfernt. Die Ortschaft liegt in einer von Westen über Süden bis Osten von Feldern und im Norden vom nach der Ortschaft benannten Piesdorfer Holz begrenzten Senke auf rund 535 m ü. A. Im weiteren geographischen Kontext gehört Piesdorf zum Vöckla-Ager-Hügelland zwischen den Mondseer Flyschbergen und Hausruckwald im Alpenvorland.

### Nachbarortschaften
| Gallnbrunn                       | Gallnbrunn                 | Stötten                              |
| Rubensdorf (Gemeinde Berg i. A.) | Kompass                    | Viehaus                              |
| Baum (Gemeinde Berg i. A.)       | Baum (Gemeinde Berg i. A.) | Staudach (Gemeinde Seewalchen a. A.) |

## Geschichte
Erstmals urkundlich erwähnt wird die Ortschaft im Jahr 889 als Piscofesdorf. Zur gleichen Zeit wurde die dem Heiligen Erasmus geweihte Filialkirche Piesdorf, damals noch als Kapelle, erwähnt. Im Jahr 1705 brannte die gesamte Ortschaft ab, die Kirche wurde danach im gotischen Stil als Nachbau wiedererrichtet.
Die Landwirtschaft war für die Ortschaft stets von großer Bedeutung, nach wie vor existieren einige Gutshöfe, davon drei Erbhöfe. Vormals wurde im Ort ein Wirtshaus mit Kramergeschäft betrieben.

## Infrastruktur

### Straßen und Wege
Piesdorf ist mittlerweile aus den Ortschaften Rubensdorf in der Gemeinde Berg im Attergau, Viehaus beziehungsweise Stötten und Gallnbrunn (und in weiterer Folge Witzling und der Gemeindehauptort Gampern durch das Piesdorfer Holz) über asphaltierte Güterwege erreichbar. Früher war die Ortschaft aufgrund der Lage in einer Senke nur durch in Graben gelegenen Fuhrwerkswegen in Richtung Norden und Westen erreichbar. Dadurch erklärt sich das Naheverhältnis zu den Nachbargemeinden Berg im Attergau und insbesondere Vöcklamarkt.
Durch die Ortschaft führt der sogenannte Römerradweg.

### Feuerwehr
In Piesdorf besteht seit 1891 eine Freiwillige Feuerwehr. Im Jahr 2011 wurde ein neues Feuerwehrhaus eingeweiht sowie ein neues Feuerwehrfahrzeug angekauft.